# Spoorlijn Heide - Karolinenkoog
De spoorlijn Heide - Karolinenkoog was een Duitse spoorlijn en was als spoorlijn 1207 onder beheer van DB Netze.

## Geschiedenis
Het traject werd door de Westholsteinische Eisenbahn-Gesellschaft op 22 augustus 1877 geopend. Op 1 juli 1890 werd de Westholsteinische Eisenbahn-Gesellschaft overgenomen door de Preußische Staatseisenbahnen. Het personenvervoer werd op 23 mei 1954 stilgelegd. Het goederenvervoer werd op 30 april 1968 stilgelegd.

## Aansluitingen
In de volgende plaats was er een aansluiting op de volgende spoorlijnen:
Heide
DB 1042, spoorlijn tussen Neumünster en Heide
DB 1206, spoorlijn tussen Heide en Büsum
DB 1210, spoorlijn tussen Elmshorn en Westerland